# Honk
Honk es un álbum recopilatorio de la banda británica de rock The Rolling Stones, lanzado el 19 de abril de 2019 a través de Promotone BV y Universal Music . Cuenta con pistas de cada uno de sus álbumes de estudio desde 1971. Honk incluye las 18 canciones Jump Back, disco recopilatorio lanzado en 1993. La edición estándar incluye 36 temas, mientras que la edición de lujo agrega 10 pistas extra de grabaciones en vivo recientes.

## Lista de canciones

### Edición estándar en formato físico/digital
| N.º | Título                                    | álbum original                | Duración |  |
| 1.  | «Start Me Up»                             | Tattoo You (1981)             | 3:33     |  |
| 2.  | «Brown Sugar»                             | Sticky Fingers (1971)         | 3:50     |  |
| 3.  | «Rocks Off»                               | Exile on Main St. (1972)      | 4:32     |  |
| 4.  | «Miss You»                                | Some Girls (1978)             | 4:48     |  |
| 5.  | «Tumbling Dice»                           | Exile on Main St. (1972)      | 3:46     |  |
| 6.  | «Just Your Fool»                          | Blue & Lonesome (2016)        | 2:18     |  |
| 7.  | «Wild Horses»                             | Sticky Fingers (1971)         | 5:42     |  |
| 8.  | «Fool to Cry»                             | Black and Blue (1976)         | 5:05     |  |
| 9.  | «Angie»                                   | Goats Head Soup (1973)        | 4:32     |  |
| 10. | «Beast of Burden»                         | Some Girls (1978)             | 4:25     |  |
| 11. | «Hot Stuff»                               | Black and Blue (1976)         | 5:21     |  |
| 12. | «It's Only Rock 'n' Roll (But I Like It)» | It's Only Rock 'n Roll (1974) | 5:08     |  |
| 13. | «Rock and a Hard Place»                   | Steel Wheels (1989)           | 5:24     |  |
| 14. | «Doom and Gloom»                          | GRRR! (2012)                  | 3:58     |  |
| 15. | «Love Is Strong»                          | Voodoo Lounge (1994)          | 3:47     |  |
| 16. | «Mixed Emotions»                          | Steel Wheels (1989)           | 4:38     |  |
| 17. | «Don't Stop»                              | Forty Licks (2002)            | 3:59     |  |
| 18. | «Ride 'Em On Down»                        | Blue & Lonesome (2016)        | 2:49     |  |
| 19. | «Bitch»                                   | Sticky Fingers (1971)         | 3:37     |  |
| 20. | «Harlem Shuffle»                          | Dirty Work (1986)             | 3:25     |  |
| 21. | «Hate to See You Go»                      | Blue & Lonesome (2016)        | 3:22     |  |
| 22. | «Rough Justice»                           | A Bigger Bang (2005)          | 3:12     |  |
| 23. | «Happy»                                   | Exile on Main St. (1972)      | 3:05     |  |
| 24. | «Doo Doo Doo Doo Doo (Heartbreaker)»      | Goats Head Soup (1973)        | 3:27     |  |
| 25. | «One More Shot»                           | GRRR! (2012)                  | 3:02     |  |
| 26. | «Respectable»                             | Some Girls (1978)             | 3:08     |  |
| 27. | «You Got Me Rocking»                      | Voodoo Lounge (1994)          | 3:35     |  |
| 28. | «Rain Fall Down»                          | A Bigger Bang (2005)          | 4:54     |  |
| 29. | «Dancing with Mr. D»                      | Goats Head Soup (1973)        | 4:53     |  |
| 30. | «Undercover of the Night»                 | Undercover (1983)             | 4:33     |  |
| 31. | «Emotional Rescue»                        | Emotional Rescue (1980)       | 5:40     |  |
| 32. | «Waiting on a Friend»                     | Tattoo You (1981)             | 4:35     |  |
| 33. | «Saint of Me»                             | Bridges to Babylon (1997)     | 5:15     |  |
| 34. | «Out of Control»                          | Bridges to Babylon (1997)     | 4:45     |  |
| 35. | «Streets of Love»                         | A Bigger Bang (2005)          | 5:09     |  |
| 36. | «Out of Tears»                            | Voodoo Lounge (1994)          | 5:27     |  |

### Disco Bonus: Canciones en vivo[7]
| N.º | Título                                                                             | Duración |  |
| 1.  | «Get Off of My Cloud» (en vivo desde Principality Stadium, Cardiff)                | 3:20     |  |
| 2.  | «Dancing with Mr. D» (en vivo desde GelreDome, Arnhem)                             | 4:36     |  |
| 3.  | «Beast of Burden» (con Ed Sheeran) (en vivo desde Arrowhead Stadium, Kansas City)  | 4:16     |  |
| 4.  | «She's a Rainbow» (en vivo desde el U Arena, París)                                | 3:23     |  |
| 5.  | «Wild Horses» (con Florence Welch) (en vivo desde London Stadium)                  | 4:49     |  |
| 6.  | «Let's Spend the Night Together» (en vivo desde Old Trafford, Mánchester)          | 4:04     |  |
| 7.  | «Dead Flowers» (con Brad Paisley) (en vivo desde Wells Fargo Center, Philadelphia) | 5:24     |  |
| 8.  | «Shine a Light» (en vivo desde Johan Cruyff Arena, Ámsterdam)                      | 4:11     |  |
| 9.  | «Under My Thumb» (en vivo desde London Stadium)                                    | 4:30     |  |
| 10. | «Bitch» (con Dave Grohl) (en vivo desde Honda Center, Anaheim)                     | 5:15     |  |

### Lista de canciones de la versión Deluxe en formato digital
| N.º | Título                                  | Duración |  |
| 1.  | «Start Me Up»                           |          |  |
| 2.  | «Doom and Gloom»                        |          |  |
| 3.  | «Brown Sugar»                           |          |  |
| 4.  | «Beast of Burden»                       |          |  |
| 5.  | «Wild Horses»                           |          |  |
| 6.  | «Angie»                                 |          |  |
| 7.  | «Miss You»                              |          |  |
| 8.  | «Rocks Off»                             |          |  |
| 9.  | «Don't Stop»                            |          |  |
| 10. | «Tumbling Dice»                         |          |  |
| 11. | «Ride 'Em on Down»                      |          |  |
| 12. | «Rain Fall Down»                        |          |  |
| 13. | «Love Is Strong»                        |          |  |
| 14. | «Mixed Emotions»                        |          |  |
| 15. | «Doo Doo Doo Doo Doo (Heartbreaker)»    |          |  |
| 16. | «It's Only Rock'n'Roll (But I Like It)» |          |  |
| 17. | «Emotional Rescue»                      |          |  |
| 18. | «Waiting on a Friend»                   |          |  |
| 19. | «Just Your Fool»                        |          |  |
| 20. | «Dancing With Mr. D»                    |          |  |
| 21. | «Streets of Love»                       |          |  |
| 22. | «Fool to Cry»                           |          |  |
| 23. | «Harlem Shuffle»                        |          |  |
| 24. | «Bitch»                                 |          |  |
| 25. | «Hot Stuff»                             |          |  |
| 26. | «Respectable»                           |          |  |
| 27. | «Undercover of the Night»               |          |  |
| 28. | «Hate to See You Go»                    |          |  |
| 29. | «Out of Control»                        |          |  |
| 30. | «Rock and a Hard Place»                 |          |  |
| 31. | «Happy»                                 |          |  |
| 32. | «Out of Tears»                          |          |  |
| 33. | «Rough Justice»                         |          |  |
| 34. | «You Got Me Rocking»                    |          |  |
| 35. | «Saint of Me»                           |          |  |
| 36. | «One More Shot»                         |          |  |

### Edición para 1 disco y vinilo
- 1. Start Me Up
- 2. Brown Sugar
- 3. Miss You
- 4. Tumbling Dice
- 5. Just Your Fool
- 6. Fool to Cry
- 7. Angie
- 8. Beast of Burden
- 9. It's Only Rock 'n Roll (But I Like It)
- 10. Doom and Gloom
- 11. Love Is Strong
- 12. Mixed Emotions
- 13. Don't Stop
- 14. Harlem Shuffle
- 15. Happy
- 16. Rain Fall Down
- 17. Undercover of the Night
- 18. Emotional Rescue
- 19. Saint Of Me
- 20. Wild Horses - con Florence Welch (en vivo desde London Stadium)

## Listas
| Lista (2019)                       | Posición |
| ---------------------------------- | -------- |
| Australia (ARIA)                   | 15       |
| Austria (Ö3 Austria)               | 5        |
| Bélgica (Ultratop flamenca)        | 6        |
| Bélgica (Ultratop valona)          | 13       |
| Canadá (Billboard Canadian Albums) | 38       |
| República Checa (ČNS IFPI)         | 18       |
| French Albums (SNEP)               | 26       |
| Países Bajos (Album Top 100)       | 12       |
| Alemania (Offizielle Top 100)      | 6        |
| Hungría (MAHASZ)                   | 36       |
| Irlanda (IRMA)                     | 30       |
| Italian Albums (FIMI)              | 47       |
| Japón (Oricon)                     | 21       |
| Polonia (ZPAV)                     | 27       |
| Portugal (AFP)                     | 9        |
| Escocia (Scottish Albums Chart)    | 2        |
| Spanish Albums (PROMUSICAE)        | 8        |
| Suiza (Schweizer Hitparade)        | 6        |
| Reino Unido (UK Albums Chart)      | 8        |
| Estados Unidos (Billboard 200)     | 23       |
| Estados Unidos (Top Rock Albums)   | 3        |

| Lista (2019)                       | Posición |
| ---------------------------------- | -------- |
| Belgian Albums (Ultratop Flanders) | 155      |
| Belgian Albums (Ultratop Wallonia) | 200      |
| US Top Rock Albums (Billboard)     | 47       |

| País        | Certificación | Ventas |
| Reino Unido | Plata         | 60,000 |